# 비벤 트럭
비벤 트럭(영어: BeiBen Truck)은 중국 내몽골 자치구 바오터우시에 본사를 둔 화물자동차 제조업체이다.